# Sondrio Calcio
Sondrio Calcio (wł. Sondrio Calcio S.r.l. 1932) – włoski klub piłkarski, mający siedzibę w mieście Sondrio, w północnej części kraju, grający od sezonu 2017/18 w rozgrywkach Serie D.

## Historia
Chronologia nazw:
- 1932: Sondrio Sportiva – po fuzji klubów Unione Sportiva Sondrio i Sport Club Sondrio
- 1985: Hard Sondrio Calcio S.r.l.
- 1993: Sondrio Calcio S.r.l.

Klub sportowy Sondrio Sportiva został założony w miejscowości Sondrio w 1932 roku w wyniku fuzji klubów Unione Sportiva Sondrio i Sport Club Sondrio. Klub dołączył do FIGC i w sezonie 1932/33 debiutował w rozgrywkach Terza Divisione Lombardia (D5), ale potem zrezygnował z dalszych występów i zawiesił swoją działalność na kilka lat. W sezonie 1936/37 zespół startował w Seconda Divisione Lombardia (D5). W 1940 awansował do Prima Divisione Lombardia. W 1943 roku na terenie Włoch rozpoczęto działania wojenne II wojny światowej, wskutek czego mistrzostwa 1943/44 zostały odwołane.
Po zakończeniu II wojny światowej, klub wznowił działalność w 1945 roku i został zakwalifikowany do Serie C Alta Italia. W 1948 roku w wyniku reorganizacji systemu lig został zdegradowany do Promozione Nord. W sezonie 1948/49 po 26.kolejce został zdyskwalifikowany z rozgrywek grupy C Promozione Nord z powodu trzech niestawieniu się na mecz. W sezonie 1949/50 zwyciężył w grupie M Prima Divisione Lombardia i wrócił do Promozione Nord (D4). W 1952 po kolejnej reorganizacji systemu lig klub spadł do Promozione Lombardia (D5). W sezonie 1957/58 zwyciężył w grupie B Campionato Dilettanti Lombardia i został promowany do Campionato Interregionale. W 1959 czwarta liga została przemianowana na Serie D. W 1966 zespół spadł do Prima Categoria Lombardia, a w 1978 awansował do Promozione Lombardia. Przed rozpoczęciem sezonu 1978/79 Serie C została podzielona na dwie dywizje: Serie C1 i Serie C2, a Promozione została obniżona do szóstego poziomu. W 1981 roku zespół otrzymał promocję do Campionato Interregionale (D5). W 1985 klub zmienił nazwę na Hard Sondrio Calcio S.r.l. W 1986 spadł do Promozione Lombardia, a w następnym roku do Prima Categoria Lombardia. W 1989 awansował do Promozione Lombardia, a w 1991 do Eccellenza Lombardia, jednak po roku wrócił do Promozione Lombardia. W 1993 klub zmienił nazwę na Sondrio Calcio S.r.l. W 2001 otrzymał promocję do Eccellenza Lombardia, ale po roku został zdegradowany do Promozione Lombardia, aby w kolejnym roku wrócić do Eccellenza. W 2014 został promowany do Serie D Przed rozpoczęciem sezonu 2014/15 wprowadzono reformę systemy lig, wskutek czego Serie D awansowała na czwarty poziom. W 2016 zespół spadł do Eccellenza Lombardia. W sezonie 2017/18 zwyciężył w grupie B Eccellenza Lombardia i wrócił do Serie D. W sezonie 2019/20 zajął 8.miejsce w grupie B Serie D, ale potem zrezygnował z dalszych występów w czwartej lidze.

## Barwy klubowe, strój
|  |  |

Klub ma barwy biało-niebieskie. Zawodnicy domowe spotkania zazwyczaj grają w pasiastych pionowo biało-niebieskich koszulkach, białych spodenkach oraz białych getrach.

## Sukcesy

### Trofea międzynarodowe
Nie uczestniczył w rozgrywkach europejskich (stan na 31-05-2020).

### Trofea krajowe
| \| \| Zdobyte trofea w rozgrywkach Włoch (stan na: 31-08-2020) \| |                                                          |      |          |
| Rozgrywki                                                         | Osiągnięcie                                              | Razy | Sezon(y) |
| · Mistrzostwo                                                     | I miejsce                                                | 0    |          |
| · Mistrzostwo                                                     | II miejsce                                               | 0    |          |
| · Mistrzostwo                                                     | III miejsce                                              | 0    |          |
| · Puchar                                                          | zdobywca                                                 | 0    |          |
| · Puchar                                                          | finalista                                                | 0    |          |
| II liga                                                           | I miejsce                                                | 0    |          |
| II liga                                                           | II miejsce                                               | 0    |          |
| II liga                                                           | III miejsce                                              | 0    |          |
| Włochy                                                            | Zdobyte trofea w rozgrywkach Włoch (stan na: 31-08-2020) |      |          |

- Serie C (D3):
  - 4.miejsce (1x): 1946/47 (E)

## Struktura klubu

### Stadion
Klub piłkarski rozgrywa swoje mecze domowe na Stadio CONI-Castellina w mieście Sondrio o pojemności 1,3 tys. widzów.

### Derby
- Calcio Lecco 1912
- Atalanta BC